# Gorki Águila
Gorki Águila Carrasco (nascido em 1969) é um músico anarcopunk cubano dissidente, vocalista da banda Porno para Ricardo conhecida por suas críticas ao governo autoritário de Fidel Castro.
Em 2003, Águila foi preso por porte de drogas depois que uma policial disfarçada de fã recebeu dele anfetaminas. Águila argumenta que o episódio não passou de uma armadilha e uma tentativa de silenciá-lo. Solto depois de cumprir sua pena, Águila se tornou ainda mais crítico ao governo cubano, suas músicas se tornaram ainda mais politizadas. Em uma entrevista para a CNN em 2007, Águila afirmou que o "Comunismo é uma falha. Um erro total. Por favor, Esquerdistas do mundo - melhorem seu capitalismo". Em uma entrevista com anarquistas cubanos exilados o Porno Para Ricardo descreveu o anarquismo como sendo "muito sedutor".
Em Agosto de 2008, Águila foi preso pela polícia cubana pela acusação de "periculosidade" que permite que pessoas sejam detidas diante da intenção de cometer crimes. A condenação implica uma pena de um a quatro anos de prisão. Acusações de "estado de periculosidade" são comumente aplicados a pessoas alcoolizadas e comportamento antissocial.
Em meio a uma campanha internacional por sua libertação com grande ressonância mediática, os promotores do estado retiraram a acusação principal obrigando-o a pagar 25 dólares de multa por ofensa a um oficial e desordem pública. Gorki Águila participou recentemente do documentário "Habana Blues", sobre a nova música independente e alternativa de Cuba.